# Gare de Saint-Valery-Port
Ne doit pas être confondu avec Gare de Saint-Valery-Ville ou Gare de Saint-Valery-Canal.
La gare de Saint-Valery-Port est une gare ferroviaire française du réseau de chemin de fer touristique de la baie de Somme (CFBS), située sur le territoire de la commune de Saint-Valery-sur-Somme, dans le département de la Somme, en région Hauts-de-France. Deux autres gares du CFBS sont installées sur la commune : Saint-Valery-Ville et Saint-Valery-Canal (ateliers).
La voie du port est mise en service en 1858 par la Compagnie des chemins de fer du Nord, pour le transport des marchandises embarquées ou débarquées des navires à quai. Le réaménagement du quai, avec la construction du bâtiment de la billetterie et la reprise du faisceau ferroviaire du port, date de 2010.
C'est une gare terminus du CFBS, desservie par des trains touristiques réguliers.

## Situation ferroviaire

Carte du réseau CFBS.

Établie à 7 mètres d'altitude, la gare de Saint-Valery-Ville est située sur la ligne de Noyelles-sur-Mer à Saint-Valery, embranchement du port. Seule la gare de Saint-Valery-Canal (ateliers) la sépare de la gare voyageurs de Noyelles-sur-Mer.
Une plaque tournante marque la fin des voies et permet de retourner les locomotives.

## Histoire
En 1854, le décret de concession du chemin de fer de Noyelles à Saint-Valery prévoit dans son article 2, les conditions dans lesquelles la Compagnie des chemins de fer du Nord pourra éventuellement prolonger la ligne par une voie permettant la desserte du port : « les ouvrages spéciaux qui pourront être exécutés ultérieurement pour franchir le barrage éclusé et pour atteindre le quai de Saint-Valery, sur la rive gauche de la Somme, ne devront apporter aucun empêchement à la navigation dans le port de Saint-Valery et dans le canal conduisant à Abbeville ».

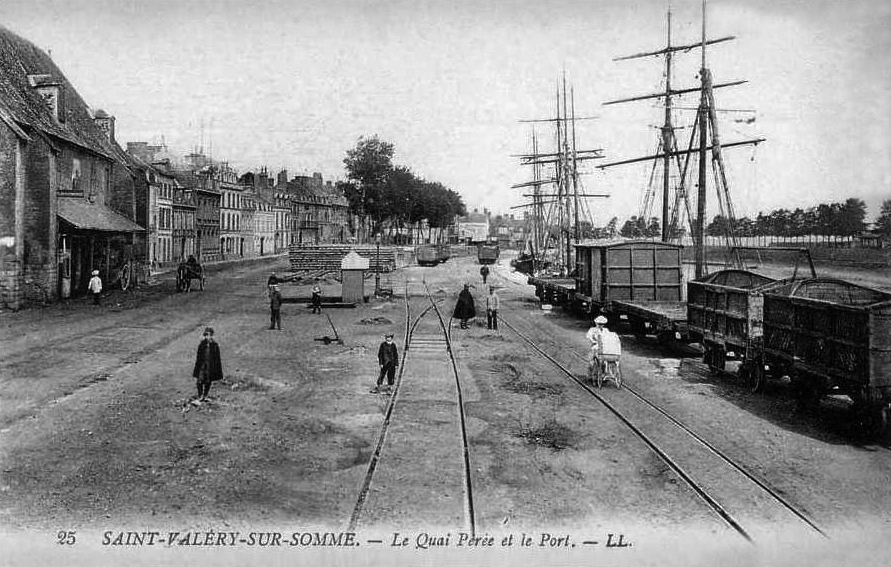
Quai Perrée, vers 1900.

Après l'ouverture de la ligne et de la gare de Saint-Valery-Canal sur la rive droite de la Somme, puis la construction d'un pont ferroviaire sur l'écluse, la ligne est prolongée par la « voie du port » sur le quai rive gauche, avec un double écartement des rails.

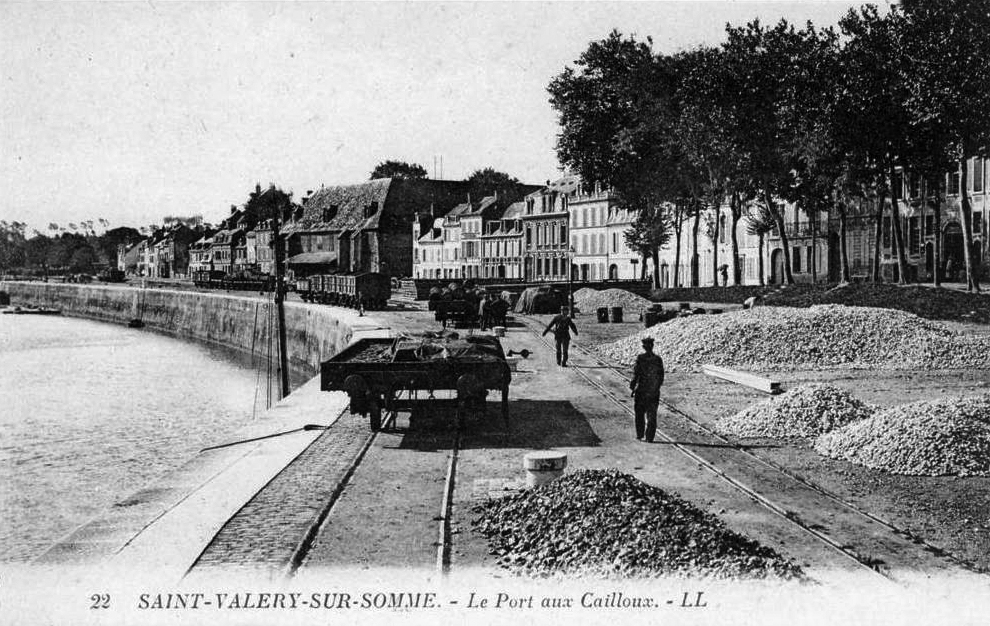
Port aux cailloux, vers 1900.

Après la reprise de l'exploitation du réseau en 1972, l'association du Chemin de fer de la baie de Somme (CFBS) installe, en 1985, un wagon-billetterie sur le faisceau de voies ferrées du port, quai Lejoille.
Le samedi 6 novembre 2010, débutent officiellement les travaux de réaménagement du quai du port, avec notamment à 11 heures le départ du wagon billetterie stationné depuis 25 ans. L'évènement est suivi par des habitants et des personnalités locales, notamment : Jean-Marc Page (président du CFBS), Stéphane Haussoulier (maire de la commune), Nicolas Lottin (conseiller général), Jean-Claude Buisine (président du syndicat mixte baie de Somme grand littoral picard) et Gilbert Mathon (député). Ces travaux comprennent : la reprise complète du plan de voie de la gare par la pose de nouveaux rails tirefonnés sur un travelage neuf, les voies étant noyées par un revêtement d'enrobé de surface de couleur claire afin de faciliter sa traversée par les piétons, pour un coût d'environ 700 000 euros pris en charge par la région Picardie et le département de la Somme. Un nouveau pavillon billetterie en « style 1900 » est également construit pour environ 265 000 euros, et pris en charge par la communauté de communes Baie de Somme Sud (CCBSS). À cette occasion, les voies prolongées jusqu'au parking du quai Perrée où est édifié le bâtiment billetterie, sont équipées à leurs extrémités d'une plaque tournante motorisée, afin de permettre le retournement et le changement de voie des locomotives, lors de la remise en tête des trains. L'inauguration officielle des nouvelles installations aura lieu le 10 juillet 2011. Quant à la voie entre Saint-Valery-Ville et Saint-Valery-Port, elle fut renouvelée du mois de janvier au mois de mars 2013.
L'objectif étant de valoriser un site fréquenté chaque année par environ 100 000 visiteurs.

## Service des voyageurs

### Accueil
Gare CFBS, elle dispose d'un bâtiment, avec un guichet, ouvert les jours de circulation. Il permet l'achat de titres de transport CFBS et les produits dérivés du train touristique. D'autre prestataires du tourisme sont installés dans ce bâtiment, appelé « billetterie du Port ».

### Desserte
La gare est desservie par des trains touristiques du CFBS, qui circulent entre Saint-Valery-Port et Le Crotoy (via Noyelles-sur-Mer),.
Les trains vers Cayeux-sur-Mer partent de la gare de Saint-Valery-Ville ; une correspondance (nécessitant 400 mètres de marche, ou parfois effectuée quai à quai à Saint-Valery-Ville, selon les services) doit être réalisée pour effectuer le trajet complet entre Le Crotoy et Cayeux-sur-Mer.

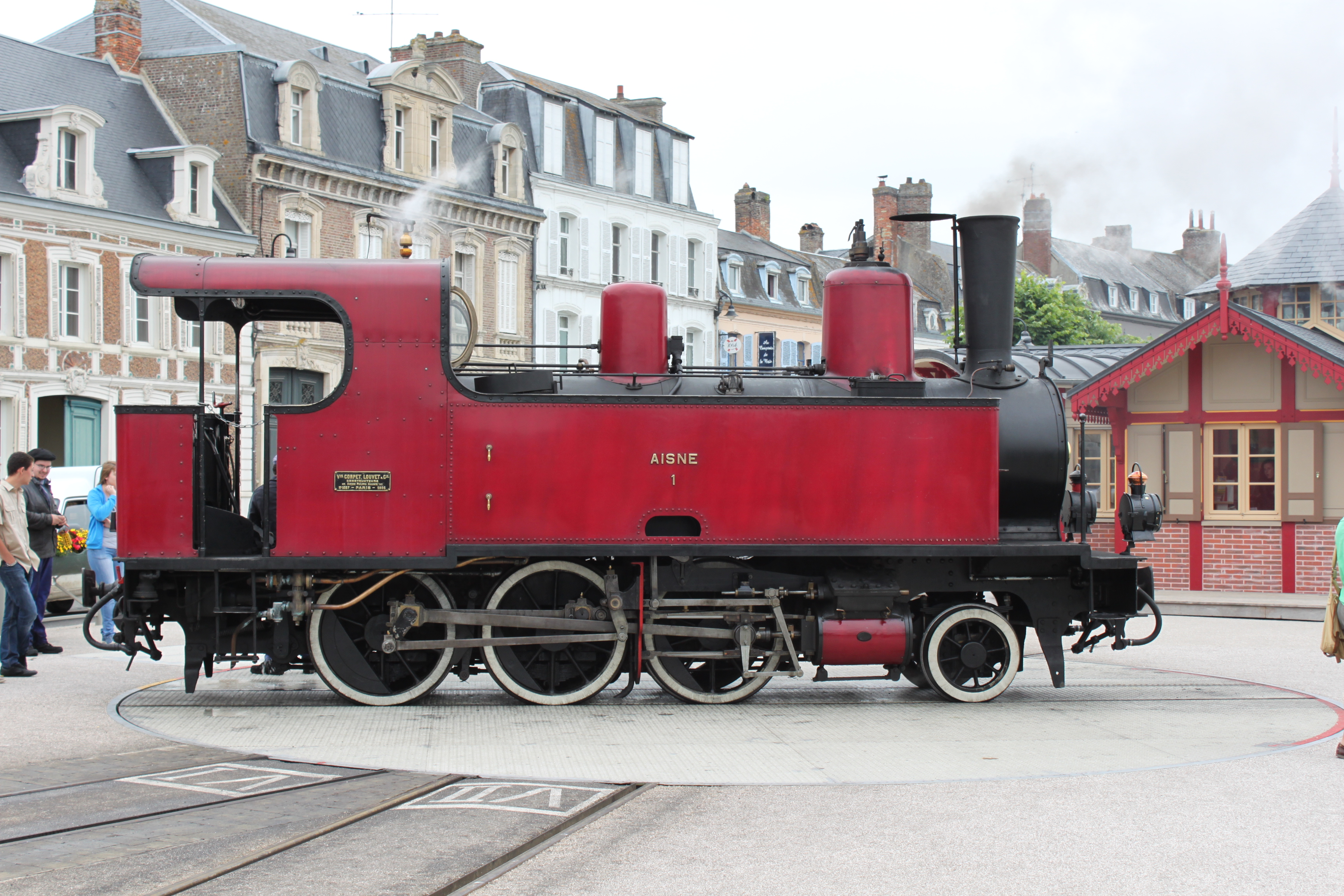
Retournement de la locomotive 130 T 1 sur la plaque tournante de la gare.
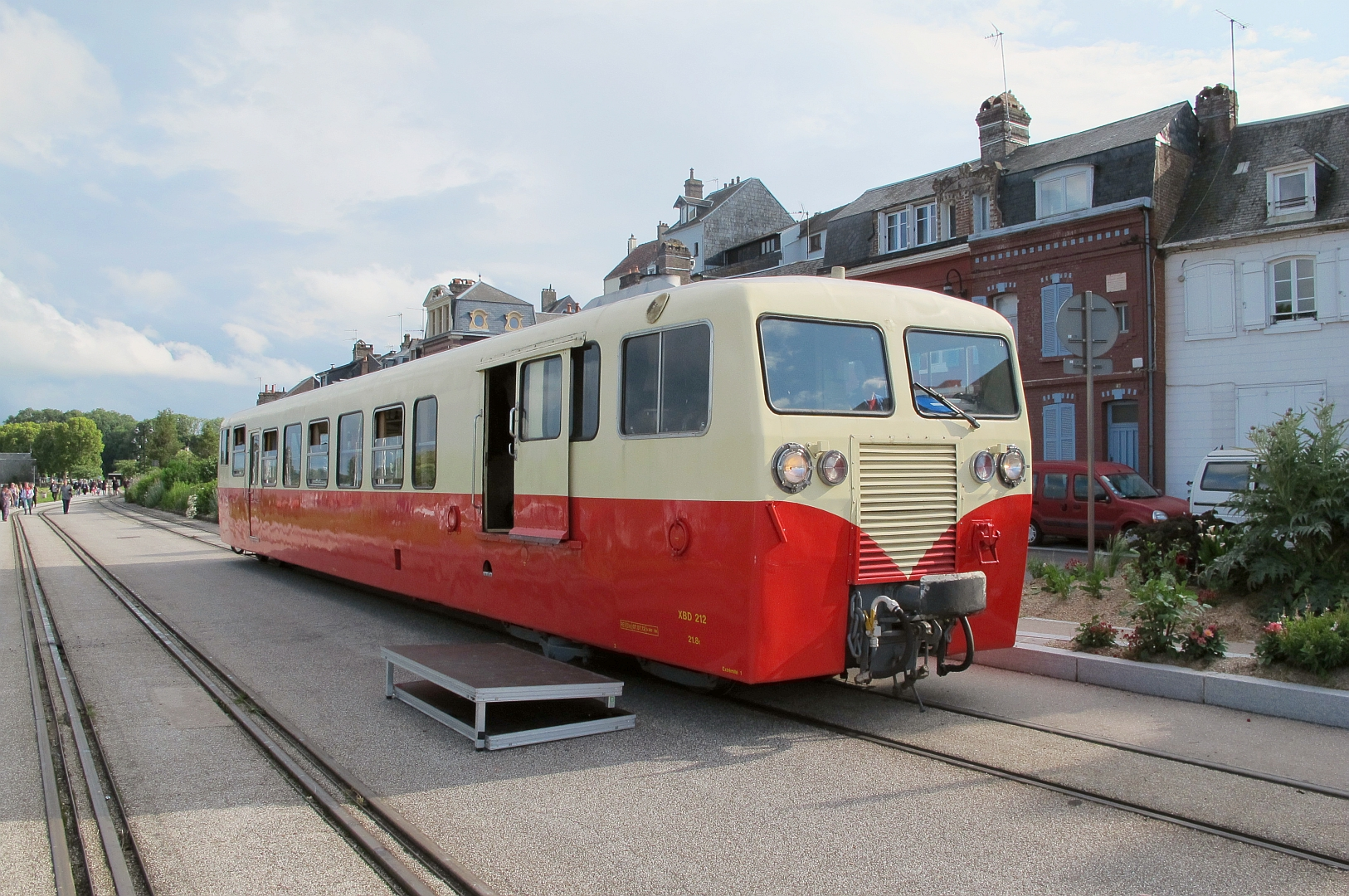
L'autorail X 212 en gare.

### Intermodalité
Le stationnement (payant) des véhicules est possible à proximité. Le bâtiment de la billetterie permet également l'achat de billets pour des promenades en mer et de guides de randonnées nature.